# Channing (Texas)
Pour les articles homonymes, voir Channing.
La ville de Channing est le siège du comté de Hartley, dans l’État du Texas, aux États-Unis. Sa population s’élevait à 363 habitants lors du recensement de 2010, estimée à 356 habitants en 2016.

## Source
- (en) Cet article est partiellement ou en totalité issu de l’article de Wikipédia en anglais intitulé « Channing, Texas » (voir la liste des auteurs).